# Weiach
Weiach (gzu. Weich) – miejscowość i gmina (Politische Gemeinde) w północnej Szwajcarii, w kantonie Zurych, w okręgu (Bezirk) Dielsdorf. Leży nad Renem.

## Demografia
W Weiach mieszka 2077 osób. W 2021 roku 25,3% populacji gminy stanowiły osoby urodzone poza Szwajcarią.

## Transport
Przez teren gminy przebiega droga główna nr 7.